# Nuri Kaheil
Nuri Kaheil (arab. نوري كحيل) – libijski kolarz, olimpijczyk.
Kaheil wystąpił na Letnich Igrzyskach Olimpijskich 1980 w dwóch konkurencjach kolarstwa szosowego. Wystartował w wyścigu indywidualnym ze startu wspólnego, którego nie ukończył. W drużynowej jeździe na czas zajął wraz z kolegami z reprezentacji 21. miejsce wśród 23 zespołów, osiągając wynik 2:24:48,2 (skład reprezentacji: Ali Hamid El-Aila, Mohamed El-Kamaa, Nuri Kaheil, Khalid Shebani).